# Energireserv
Energireserv betecknar en depå av lagrad energi av allehanda slag. Benämningen energireserv förekommer företrädesvis inom områdena fysik som potentiell elektronisk energi till exempel batterier alternativt som strålningsenergi till exempel radioaktivitet, värme eller annan strålning samt inom biologi som kemisk energi på molekylär nivå.